# 빌리 브라운 (1900년)
윌리엄 "빌리" 브라운(William "Billy" Brown, 1900년 8월 22일 ~ 1985년 1월)은 잉글랜드의 프로 축구 선수이다. 브라운은 웨스트햄 유나이티드에 속해 1920~21 시즌에 사우스 쉴즈 FC와의 경기에서 데뷔했다. 여러 포지션을 맡을 수 있는 유틸리티 플레이어로서 1923년 잉글랜드 FA컵 결승전에서도 출전해 팀의 준우승에 기여했다.